# Јамајка на Светском првенству у атлетици на отвореном 2019.
Јамајка је учествовала на 17. Светском првенству у атлетици на отвореном 2019. одржаном у Дохи од 27. септембра до 6. октобра седамнаести пут, односно учествовала је на свим првенствима до данас. Јамајка је пријавила 49 учесника (22 мушкарца и 27 жена) у 25 дисциплина (11 мушких, 13 женских и 1 мешовита).,
На овом првенству Јамајка је по броју освојених медаља заузела 2. место са 12 освојених медаља (3 златне, 5 сребрних и 4 бронзане). У табели успешности према броју и пласману такмичара који су учествовали у финалним такмичењима (првих 8 такмичара) Јамајка је са 22 учесника у финалу заузели 3. место са освојених 115 бодова.
| Плас. | Земља   | 1. место | 2. место | 3. место | 4. место | 5. место | 6. место | 7. место | 8. место | Бр. финал. | Бод. |
| ----- | ------- | -------- | -------- | -------- | -------- | -------- | -------- | -------- | -------- | ---------- | ---- |
| 3.    | Јамајка | 3        | 5        | 4        | 3        | 1        | 3        | 1        | 2        | 22         | 115  |

## Учесници
| Мушкарци: - Јохан Блејк — 100 м, 200 м, 4х100 м - Тикуендо Трејси — 100 м, 4х100 м - Рашид Двајер — 200 м, 4х100 м - Андре Еверс — 200 м - Демиш Геј — 400 м, 4х400 м - Аким Блумфилд — 400 м, 4х400 м - Рашин Макдоналд — 400 м - Омар Маклеод — 110 м препоне, 4х100 м - Роналд Леви — 110 м препоне - Орландо Бенет — 110 м препоне - Ендру Рајли — 110 м препоне - Кемар Мават — 400 м препоне - Ошајн Бејли — 4х100 м - Натон Ален — 4х400 м, 4х400 м (м+ж) - Тери Томас — 4х400 м - Џавон Франсис — 4х400 м, 4х400 м (м+ж) - Таџеј Гејл — Скок удаљ - Џордан Скот — Троскок - О’Дејн Ричардс — Бацање кугле - Фредрик Дакре — Бацање диска - Травес Смикле — Бацање диска - Чад Рајт — Бацање диска | Жене: - Шели-Ен Фрејзер-Прајс — 100 м, 4х100 м - Елејн Томпсон — 100 м, 200 м, 4х100 м - Џониел Смит — 100 м, 4х100 м - Сашале Форбс — 200 м, 4х100 м - Шилони Калверт-Пауел — 200 м - Шерика Џексон — 400 м, 4х400 м - Стефани Ен Макферсон — 400 м, 4х400 м - Анастасија Ле-Рој — 400 м, 4х400 м - Natoya Goule — 800 м - Ајша Прот-Лер — 1.500 м - Данијела Вилијамс — 100 м препоне - Јанек Браун — 100 м препоне - Меган Тапер — 100 м препоне - Јаник Томпсон — 100 м препоне - Шиан Салмон — 400 м препоне - Рушел Клејтон — 400 м препоне - Ронда Вајт — 400 м препоне - Ронеиша Мекгрегор — 4х400 м, 4х400 м (м+ж) - Тифани Џејмс — 4х400 м, 4х400 м (м+ж) - Џанијев Расел — 4х400 м (м+ж) - Чанис Портер — Скок удаљ - Тисана Хиклинг — Скок удаљ - Шаника Рикетс — Троскок - Кимберли Вилијамс — Троскок - Даниел Томас-Дод — Бацање кугле - Shanice Love — Бацање диска - Шаде Лоренс — Бацање диска |  |

## Освајачи медаља (12)

### Злато (3)
- Таџеј Гејл — Скок удаљ
- Шели-Ен Фрејзер-Прајс — 100 м
- Наталија Вајт, Шели-Ен Фрејзер-Прајс, 
 Џониел Смит, Шерика Џексон — штафета 4 х 100 м

### сребро (5)
- Фредрик Дакре — Бацање диска
- Аким Блумфилд, Натон Ален, 
 Тери Томас, Демиш Геј — штафета 4 х 400 м
- Шаника Рикетс — Троскок
- Даниел Томас-Дод — Бацање кугле
- Нејтон Ален (м), Ронеиша Макгрегор (ж),
 Тифани Џејмс (ж), Џавон Франсис (м) — штафета 4 × 400 м

### Бронза (4)
- Шерика Џексон — 400 м
- Данијела Вилијамс — 100 м препоне
- Рушел Клејтон — 400 м препоне
- Анастасија Ле-Рој, Тифани Џејмс, 
 Стефани Ен Макферсон, Шерика Џексон — штафета 4 х 400 м

## Резултати

### Мушкарци
| Атлетичар                                                   | Дисциплина    | Лични рекорд | Предтакмичење   | Предтакмичење | Квалификације         | Квалификације        | Полуфинале            | Полуфинале           | Финале                | Финале       | Детаљи |
| Атлетичар                                                   | Дисциплина    | Лични рекорд | Резултат        | Место         | Резултат              | Место                | Резултат              | Место                | Резултат              | Место        | Детаљи |
| ----------------------------------------------------------- | ------------- | ------------ | --------------- | ------------- | --------------------- | -------------------- | --------------------- | -------------------- | --------------------- | ------------ | ------ |
| Тикуендо Трејси                                             | 100 м         | 9,96         | слободни        | слободни      | 10,21 (.209) кв       | 4. у гр. 2           | 10,11 (.102)          | 4. у гр. 3           | Није се квалификовао  | 8 / 65 (68)  |        |
| Јохан Блејк                                                 | 100 м         | 9,69         | слободни        | слободни      | 10,07 (.064) КВ       | 1. у гр. 4           | 10,09 (.086) КВ       | 2. у гр. 2           | 9,97                  | 5 / 65 (68)  |        |
| Јохан Блејк                                                 | 200 м         | 19,26        |                 |               | 20,23 (.229) КВ, ЛРС  | 2. у гр. 3           | 20,37                 | 3. у гр. 2           | Нису се квалификовали | 15 / 50 (53) |        |
| Рашид Двајер                                                | 200 м         | 19,80        | 20,37 (.365) КВ | 3. у гр. 5    | 20,54                 | 5. у гр. 1           | 16 / 50 (53)          |                      | Нису се квалификовали |              |        |
| Андре Еверс                                                 | 200 м         | 20,14        | 20,41 кв        | 4. у гр. 7    | 20,61 (.606)          | 6. у гр. 2           | 19 / 50 (53)          |                      | Нису се квалификовали |              |        |
| Демиш Геј                                                   | 400 м         | 44,55        | 45,02 КВ        | 2. у гр. 4    | 44,66 кв, ЛРС         | 3. у гр. 2           | 44,46 ЛР              | 4 / 41 (42)          |                       |              |        |
| Аким Блумфилд                                               | 400 м         | 43,94        | 45,34 КВ        | 2. у гр. 1    | 44,77 кв              | 3. у гр. 3           | 45,36                 | 8 / 41 (42)          |                       |              |        |
| Рашин Макдоналд                                             | 400 м         | 43,93        | 46,21           | 5. у гр. 5    | Није се квалификовао  | Није се квалификовао | Није се квалификовао  | 29 / 41 (42)         |                       |              |        |
| Омар Маклеод                                                | 110 м препоне | 12,90 НР     | 13,17 КВ        | 1. у гр. 1    | 13,08 КВ              | 1. у гр. 2           | Дисквалификован       | Дисквалификован      |                       |              |        |
| Роналд Леви                                                 | 110 м препоне | 13,05        | 13,48 КВ        | 2. у гр.      | Дисквалификован       | Дисквалификован      | Није се квалификовао  | Није се квалификовао |                       |              |        |
| Орландо Бенет                                               | 110 м препоне | 13,27        | 13,50 кв        | 2. у гр. 5    | 13,60 (.594)          | 2. у гр. 2           | Нису се квалификовали | 19 / 39 (41)         |                       |              |        |
| Ендру Рајли                                                 | 110 м препоне | 13,14        | 13,50 КВ        | 3. у гр. 3    | 13,57 (.568)          | 4. у гр. 3           | Нису се квалификовали | 16 / 39 (41)         |                       |              |        |
| Кемар Мават                                                 | 400 м препоне | 48,49        | 49,63 КВ        | 4. у гр. 1    | 49,32                 | 7. у гр. 1           | Нису се квалификовали | 16 / 38 (39)         |                       |              |        |
| Ошајн Бејли Јохан Блејк Рашид Двајер Тикуендо Трејси        | 4 х 100 м     | 36,84 НР     | 38,15 НРС       | 5. у гр. 1    |                       |                      | Нису се квалификовали | 11 / 13 (16)         |                       |              |        |
| Аким Блумфилд Натон Ален Тери Томас Демиш Геј Џавон Франсис | 4 х 400 м     | 2:56,75 НР   | 3:00,76 КВ, НРС | 1. у гр. 2    | 2:57,90 НРС           |                      |                       |                      |                       |              |        |
| Таџеј Гејл                                                  | Скок удаљ     | 8,32         | 7,89 кв         | 7. у гр. Б    | 8,69 СРС, НР, ЛР      |                      |                       |                      |                       |              |        |
| Џордан Скот                                                 | Троскок       | 17,08        | 14,73           | 15. у гр. Б   | Нису се квалификовали | 33 / 33              |                       |                      |                       |              |        |
| О’Дејн Ричардс                                              | Бацање кугле  | 21,96 НР     | 20,07           | 12. у гр. А   | Нису се квалификовали | 22 / 32              |                       |                      |                       |              |        |
| Фредрик Дакре                                               | Бацање диска  | 70,78 НР     | 65,44 КВ        | 1. у гр. А    | 66,94                 |                      |                       |                      |                       |              |        |
| Травес Смикле                                               | Бацање диска  | 67,72        | 62,93           | 8. у гр. Б    | Нису се квалификовали | 15 / 32              |                       |                      |                       |              |        |
| Чад Рајт                                                    | Бацање диска  | 65,47        | 60,60           | 12. у гр. А   | Нису се квалификовали | 26 / 32              |                       |                      |                       |              |        |

### Жене
| Атлетичарка                                                                         | Дисциплина    | Лични рекорд | Квалификације   | Квалификације | Полуфинале            | Полуфинале            | Финале                | Финале                | Детаљи |
| Атлетичарка                                                                         | Дисциплина    | Лични рекорд | Резултат        | Место         | Резултат              | Место                 | Резултат              | Место                 | Детаљи |
| ----------------------------------------------------------------------------------- | ------------- | ------------ | --------------- | ------------- | --------------------- | --------------------- | --------------------- | --------------------- | ------ |
| Шели-Ен Фрејзер-Прајс                                                               | 100 м         | 10,70 НР     | 10,80 КВ        | 1. у гр. 1    | 10,81 КВ              | 1. у гр. 3            | 10,71 СРС             |                       |        |
| Џониел Смит                                                                         | 100 м         | 11,04        | 11,20 (.198) КВ | 3. у гр. 4    | 11,06 КВ              | 2. у гр. 2            | 11,06                 | 6 / 47                |        |
| Елејн Томпсон                                                                       | 100 м         | 10,70 НР     | 11,14 КВ        | 1. у гр. 3    | 11,00 КВ              | 2. у гр. 1            | 10,93                 | 4 / 47                |        |
| Елејн Томпсон                                                                       | 200 м         | 21,66        | 22,61 КВ        | 2. у гр. 3    | Није стартовала       | Није стартовала       | Није се квалификовала | Није се квалификовала |        |
| Сашале Форбс                                                                        | 200 м         | 22,71        | 23,15 КВ        | 3. у гр. 2    | 23,14                 | 8. у гр. 1            | Није се квалификовала | 20 / 43 (48)          |        |
| Шилони Калверт-Пауел                                                                | 200 м         | 22,55        | 23,52           | 5. у гр. 1    | Није се квалификовала | Није се квалификовала | Није се квалификовала | 35 / 43 (48)          |        |
| Шерика Џексон                                                                       | 400 м         | 49,78        | 51,13 КВ        | 2. у гр. 2    | 50,10 кв              | 3. у гр. 2            | 49,47 ЛР              |                       |        |
| Стефани Ен Макферсон                                                                | 400 м         | 49,92        | 51,21 (.209) КВ | 2. у гр. 4    | 50,70 КВ, ЛРС         | 1. у гр. 3            | 50,89                 | 6 / 47 (48)           |        |
| Анастасија Ле-Рој                                                                   | 400 м         | 50,57        | 52,26           | 6. у гр. 5    | Није се квалификовала | Није се квалификовала | Није се квалификовала | 35 / 47 (48)          |        |
| Natoya Goule                                                                        | 800 м         | 1:56,15      | 2:01,01 КВ      | 1. у гр. 4    | 2:00,33 кв            | 4. у гр. 3            | 2:00,11               | 6 / 40 (41)           |        |
| Ајша Прот-Лер                                                                       | 1.500 м       | 4:04,95д     | 4:09,81         | 7. у гр. 2    | Није се квалификовала | Није се квалификовала | Није се квалификовала | 29 / 45 (47)          |        |
| Данијела Вилијамс                                                                   | 100 м препоне | 12,32 НР     | 12,51 КВ        | 1. у гр. 3    | 12,41 КВ              | 1. у гр. 1            | 12,47                 |                       |        |
| Јанек Браун                                                                         | 100 м препоне | 12,40        | 12,61 КВ        | 2. у гр. 5    | 12,62 (.620) КВ       | 2. у гр. 3            | 12,88                 | 7 / 36 (38)           |        |
| Меган Тапер                                                                         | 100 м препоне | 12,63        | 12,78 (.773) КВ | 2. у гр. 1    | 12,61 КВ, ЛР          | 2. у гр. 2            | Није завршила трку    | Није завршила трку    |        |
| Јаник Томпсон                                                                       | 100 м препоне | 12,69        | 12,85 КВ        | 2. у гр. 2    | 12,94                 | 3. у гр. 2            | Није се квалификовала | 10 / 36 (38)          |        |
| Рушел Клејтон                                                                       | 400 м препоне | 54,15        | 54,92 КВ        | 1. у гр. 3    | 54,17 КВ              | 1. у гр. 2            | 53,74 ЛР              |                       |        |
| Шиан Салмон                                                                         | 400 м препоне | 54,45        | 56,16 кв        | 5. у гр. 1    | 55,16 ЛР              | 3. у гр. 3            | Није се квалификовала | 11 / 36 (39)          |        |
| Ронда Вајт                                                                          | 400 м препоне | 54,29        | 56,37(.362)     | 6. у гр. 2    | Није се квалификовала | Није се квалификовала | Није се квалификовала | 24 / 36 (39)          |        |
| Наталија Вајт Шели-Ен Фрејзер-Прајс Џониел Смит Шерика Џексон                       | 4 х 100 м     | 41,07 НР     | 42,11 КВ, НРС   | 1. у гр. 2    |                       |                       | 41,44 СРС             |                       |        |
| Анастасија Ле-Рој Тифани Џејмс Стефани Ен Макферсон Шерика Џексон Ронеиша Макгрегор | 4 х 400 м     | 3:18,71 НР   | 3:23,64 КВ, СРС | 1. у гр. 1    | 3:22,37 НРС           |                       |                       |                       |        |
| Чанис Портер                                                                        | Скок удаљ     | 6,75         | 6,57 кв         | 6. у гр. A    | 6,56                  | 8 / 31                |                       |                       |        |
| Тисана Хиклинг                                                                      | Скок удаљ     | 6,82         | 6,49            | 7. у гр. Б    | Није се квалификовала | 16 / 31               |                       |                       |        |
| Кимберли Вилијамс                                                                   | Троскок       | 14,64        | 14,20 кв        | 5. у гр. Б    | 14,64                 | 4 / 26 (28)           |                       |                       |        |
| Шаника Рикетс                                                                       | Троскок       | 14,93        | 14,42 КВ        | 1. угр. А     | 14,92                 |                       |                       |                       |        |
| Даниел Томас-Дод                                                                    | Бацање кугле  | 19,55 НР     | 19,32 КВ        | 3. у гр. А    | 19,47                 |                       |                       |                       |        |
| Шаде Лоренс                                                                         | Бацање диска  | 65,05 НР     | 58,51           | 10. у гр. Б   | Нису се квалификовале | 19 / 29 (30)          |                       |                       |        |
| Shanice Love                                                                        | Бацање диска  | 62,69        | 59,50           | 15. угр. А    | Нису се квалификовале | 16 / 29 (30)          |                       |                       |        |

### Мешовито
| Атлетичари                                                                                | Дисциплина | Лични рекорд | Квалификације  | Квалификације | Полуфинале | Полуфинале | Финале     | Финале | Детаљи |
| Атлетичари                                                                                | Дисциплина | Лични рекорд | Резултат       | Место         | Резултат   | Место      | Резултат   | Место  | Детаљи |
| ----------------------------------------------------------------------------------------- | ---------- | ------------ | -------------- | ------------- | ---------- | ---------- | ---------- | ------ | ------ |
| Натон Ален (м) Ронеиша Макгрегор (ж) Тифани Џејмс (ж) Џавон Франсис (м) Џанијев Расел (ж) | 4 х 400 м  | 3:18,26 НР   | 3:12,42 КВ, НР | 2. у гр. 1    |            |            | 3:11,78 НР |        |        |